# Buzancy (Aisne)
Buzancy település Franciaországban, Aisne megyében. Lakosainak száma 183 fő (2022. január 1.). Buzancy Chacrise, Hartennes-et-Taux, Rozières-sur-Crise, Villemontoire és Bernoy-le-Château községekkel határos.

## Népesség
A település népességének változása:
| Lakosok száma | 131  | 183  | 188  | 178  | 190  | 188  | 190  | 200  | 200  | 183  |
|               | 1968 | 1982 | 1990 | 2006 | 2013 | 2015 | 2017 | 2019 | 2020 | 2022 |